# لوتر (دهانه)
لوتر یک دهانه برخوردی در ماه‌ است.

## دهانه‌های اقماری
این دهانه ۴ دهانه اقماری دارد.
| Luther | عرض جغرافیایی | طول جغرافیایی | قطر         |
| ------ | ------------- | ------------- | ----------- |
| Y      | ۳۸.۱° N       | ۲۴.۴° E       | ۴.۰ کیلومتر |
| H      | ۳۶.۰° N       | ۲۲.۸° E       | ۷.۰ کیلومتر |
| K      | ۳۷.۵° N       | ۲۳.۳° E       | ۴.۰ کیلومتر |
| X      | ۳۶.۱° N       | ۲۴.۳° E       | ۴.۰ کیلومتر |